# Rachel Hogan
Rachel Hogan (1976) es una bióloga inglesa, conservacionista de primates, viviendo y trabajando en Camerún, África del oeste, y directora de la ONG Ape Action África.
Permanecía en el parque nacional Mefou, Camerún temporalmente en 2001, y decidió quedarse y sigue allí desde entonces, deviniendo directoar de la ONG en 2010. Es conocida por su trabajo en el rescate y rehabilitación de gorilas y chimpancés, así como luchando contra el comercio de carne silvestre ilegal en África del oeste.

## Biografía
Rachel nació en Birmingham, Inglaterra y su interés en animales empezó durante su niñez, cuándo tenía gorilas de juguete en vez de muñecas.

### Mánager en parque nacional Mefou
En 2003, Hogan fue nombrada mánager del parque nacional. Durante su mandato, con su equipo han transformado Mefou en una de las más grandes, más conocidas organizaciones benéficas de conservación de primates en África.
En octubre de 2008, se le otorgó el IFAW Premio de Acción Animal en una ceremonia en la Casa de los Lords. La ceremonia IFAW de premios fue organizada por la baronesa Gale y la presentadora de televisión de fauna y flora Shauna Lowry anunciando los ganadores.
Ha atraído varias celebridades y fotógrafos de fauna y flora renombrados visitando el Mefou parque nacional, Hogan organizó una exposición fotográfica en el Djeuga Hotel de Palacio en Yaundé en octubre de 2010. Ha sido recibida por ministros de Gobierno camerunés, representantes y jefes militares británicos, de EE. UU. e israelíes.
Hogan ha también movilizado soporte financiero para la ONG Ape Action África a través de eventos en Gran Bretaña.

### Directora de Ape Action Africa
El 22 de noviembre de 2010, el director de larga acción de Ape Action Africa, Avi Sivan, murió en un siniestro de helicóptero entre Douala y Yaundé en Camerún. Por mucho tiempo había sido una fuerza de conducción dentro de la ONG y aliado cercano de Hogan. Un mes más tarde, el Directorio de la ONG anunció a Rachel Hogan como nueva Directora. Ellos también nombraron a Bibila Tafón (Babs) como nuevo mánager del Mefou parque nacional.
Uno de los primeros movimientos de Hogan fue traer las oficinas administrativas de la ONG más cerca al Mefou parque nacional desde Yaundé, para mejorar las comunicaciones entre los esfuerzos de conservación y las necesidades administrativas de la ONG.

### Activismo de carne silvestre y educación
Hogan ha hecho campaña contra la caza furtiva y venta ilegal de especies animales de la selva tropical durante muchos años - y particularmente la explotación de chimpancés y gorilas de este modo.
Muchas de las comunidades que viven alrededor Camerún cazan primates para carne por siglos, pero la comercialización reciente del comercio ha dirigido a un aumento grande en la demanda para carne silvestre ilegal, una tendencia que Hogan ha estado luchando en muchos niveles.
En febrero de 2010, se descubrió carne silvestre en un mercado en la ciudad natal de Hogan, Birmingham e identificó tal carne de chimpancé.

## Televisión y exposiciones públicas

### Televisivo
- 2006 Yendo Simio: Planeta Animal[11]
- 2007 Yendo Simio 2: Planeta Animal

### Medios de comunicación
- 19 de noviembre de 2006 Un Día en la Vida de Rachel Hogan: Tiempo de domingo Archivado el 2 de noviembre de 2012 en Wayback Machine.
- 24 de octubre de 2008 BBC - fascinación de Gorila empezó joven": BBC Noticiosa
- 30 de mayo de 2010 "Reuters - los gorilas de Camerún encuentran santuario": Reuters
- 6 marzo 2011 De Birmingham a las junglas de Camerún: Cómo Rachel Hogan devenía el nuevo Dian Fossey Espejo Diario
- 11 marzo 2011 Birmingham la lucha para salvar de la mujer gorilas de cazadores: Birmingham Correo Archivado el 1 de octubre de 2012 en Wayback Machine.

### Charlas al público
- 4 de diciembre de 2009 Mi vida con gorilas: Bristol Zoológico
- 7 de octubre de 2011 Leigh Tribunal, Bristol
- 14 de octubre de 2011 Sociedad Geográfica Real, Londres